# Perissandria likiangensis
Perissandria likiangensis är en fjärilsart som beskrevs av Charles Boursin 1963. Perissandria likiangensis ingår i släktet Perissandria och familjen nattflyn. Inga underarter finns listade i Catalogue of Life.